# 조합형 로펌
조합형 로펌은 민법의 조합계약으로 이루어진 로펌을 말한다. 법무조합이라고도 한다. 조합형 로펌은 유한책임조합(LLP, Limited liability partnership) 또는 일반조합(GP, General partnership)의 방식을 취하고 있다.

## 각국사례

### 대한민국
2012년 한국의 법률시장 매출액 규모는 3조원인데, 25%를 차지하는 매출액 7600억원의 김앤장이 조합형 로펌이다. 김앤장은 변호사법의 법무조합과 유사한 형태이지만 법무조합으로 전환하지 않고 있다. 그러나 대부분의 로펌은 법무법인의 형태이다.
법무법인은 로펌이 고도로 발달한 영국과 미국에는 없고, 한국과 일본에만 있는 형태라고 알려져 있지만, 정확하지 않은 정보이다. 법무법인은 합명회사인데, 합명회사를 영어로 일반조합(General Partnership, GP)이라고 번역한다.
이를 두고 한국에서는 법무법인, 유한법무법인, 법무조합 세가지의 로펌이 있다고 말한다.
2007년 유한법무법인 태평양이 최초로 법무법인(General Partnership, GP)에서 유한법무법인으로 전환했다.

### 미국
2003년도에 이루어진 한 연구(연구자 Robert W. Hillman)에 따르면, Vault(구직정보제공 회사)에서 선정한 미국 내 50대 로펌 중에서는 38개의 로펌이 유한책임조합(Limited Liability Partnership, LLP)의 형태를 취하고 있으며, 나머지 약 12개 정도의 로펌 또한 일반조합(General Partnership, GP)를 취하고 있는 것으로 추정된다.
2004년말 내지 2005년초경에는 미국의 대형 로펌 중의 하나인 Cleary Gottlieb Steen & Hamilton이 일반조합(GP)에서 유한책임조합(LLP)로 조직변경을 한 것으로 알려져 있다. 이처럼 미국의 대형 로펌들 대부분은 조합의 형태를 취하고 있다.

### 영국
2000년부터 유한책임조합이 도입되었지만, 대부분은 일반조합인 로펌이 대부분이다.

## 같이 보기
- 세계 100대 로펌